# Laura Lippman
Pour les articles homonymes, voir Lippmann.
Œuvres principales
- Ce que savent les morts (2007)

Laura Lippman, née le 31 janvier 1959 à Atlanta en Géorgie, est une auteure américaine spécialisée dans le roman policier et le thriller.

## Biographie
D'origine juive par son grand-père paternel et comptant également des ancêtres écossais et irlandais, Laura Lippman est née à Atlanta en Géorgie, mais sa famille déménage à Washington en 1961, puis à Baltimore, au Maryland où elle grandit. Elle est la fille du journaliste Theo Lippman, Jr., éditorialiste du Baltimore Sun, et de Madeline (Mabry) Lippman, une bibliothécaire.
Après des études en journalisme complétées à l'Université Northwestern, elle devient un temps reporter pour le Tribune Herald au Texas, d'abord à Waco, puis à San Antonio. Elle se lance dans l'écriture de récits policiers à la fin des années 1990.
Elle est surtout connue pour avoir publié une série de romans se déroulant à Baltimore et ayant pour héroïne Tess Monaghan (un nom inspiré à l'auteur par les voisins immédiats de son quartier d'enfance), une journaliste qui abandonne sa carrière pour devenir détective privée. Laura Lippman fait également paraître des thrillers psychologiques sans héros récurrent.
Grâce à ses romans, elle est successivement lauréate du prix Agatha, du prix Edgar-Allan-Poe, du prix Nero et des prix Anthony, prix Macavity, prix Gumshoe (en) et prix Shamus.
En 2007, Ce que savent les morts (What the Dead Know), est le premier de ses livres à apparaître sur la liste des best-sellers du New York Times. En 2014, son roman Leakin Park (Every Thing Secret, 2003) est adapté au cinéma par Amy Berg sous le titre Every Secret Thing, avec Diane Lane et Dakota Fanning.
Laura Lippman vit à Federal Hill, le quartier Sud de Baltimore. En plus de poursuivre sa carrière d'écrivain, elle enseigne au Goucher College de Towson dans l'État du Maryland, en banlieue de Baltimore. Elle est l'épouse de David Simon, journaliste et producteur exécutif de la série Sur écoute (The Wire) de chaîne de télévision payante américaine HBO.

## Œuvre

### SérieTess Monaghan
1. Baltimore blues, J'ai lu, coll. « Policier » no 5110, 1999 ((en) Baltimore Blues, 1997), trad. Thierry Arson, 349 p.  (ISBN 2-290-05110-1)
2. Mort à Baltimore, J'ai lu, coll. « Policier » no 5252, 1999 ((en) Charm City, 1997), trad. Sandrine Samy, 316 p.  (ISBN 2-290-05252-3)Prix Edgar-Allan-Poe 1998 ; prix Shamus 1998
3. La Colline des Bouchers, J'ai lu, coll. « Policier » no 5286, 1999 ((en) Butchers Hill, 1998), trad. Thierry Arson, 317 p.  (ISBN 2-290-05286-8)Prix Agatha 1998
4. Petite musique de meurtre, L'Archipel, 2004 ((en) In Big Trouble, 1999), trad. Philippe Vigneron, 348 p.  (ISBN 2-84187-591-1)Réédition, Points, coll. « Policier » no 1361, 2005 - Prix Shamus 2000
5. L'Inconnue de Baltimore, L'Archipel, 2003 ((en) The Sugar House, 2000), trad. Philippe Vigneron, 304 p.  (ISBN 2-84187-489-3)Réédition, Points, coll. « Policier » no 1241, 2004 - Prix Nero 2001
6. (en) In a Strange City, 2001
7. (en) The Last Place, 2002
8. (en) By A Spider's Thread, 2004
9. (en) No Good Deeds, 2006Prix Anthony 2007
10. (en) Another Thing to Fall, 2008
11. (en) The Girl in the Green Raincoat, 2011

### Romans indépendants
- Leakin Park, Encre de nuit, coll. « Noire », 2006 ((en) Every Secret Thing, 2003), trad. Thierry Arson, 423 p.  (ISBN 978-2-84860-025-3)Réédition sous le titre Mauvaise compagnie, Points, coll. « Thriller » no 4628, 2017 - Prix Anthony 2004
- Celle qui devait mourir, Le Toucan, coll. « Toucan adulte », 2012 ((en) To The Power of Three, 2005), trad. Laurent Bury, 350 p.  (ISBN 978-2-8100-0503-1)Réédition, Points, coll. « Thriller » no 3093, 2013 - Gumshoe Award 2006
- Ce que savent les morts, Seuil, coll. « Policiers », 2009 ((en) What the Dead Know, 2007), trad. Frédéric Grellier, 381 p.  (ISBN 978-2-02-096764-8)Réédition, Points, coll. « Policier » no 2435, 2010 - Prix Anthony 2008 ; - Macavity Award 2008
- (en) Life Sentences, 2009
- Tes dernières volontés, Le Toucan, coll. « Toucan noir », 2011 ((en) I'd Know You Anywhere, 2010), trad. Laurent Bury, 444 p.  (ISBN 978-2810004430)Réédition, Points, coll. « Policier » no 2932, 2012
- J’ai voulu oublier ce jour, Le Toucan, coll. « Toucan adulte », 2013 ((en) The Most Dangerous Thing, 2011), trad. Laurent Bury, 328 p.  (ISBN 978-2-8100-0537-6)
- Corps coupable, Le Toucan, coll. « Toucan noir », 2015 ((en) And When She Was Good, 2012), trad. Delphine Santos, 378 p.  (ISBN 978-2-8100-0650-2)Réédition, Points,coll. « Policier » no 4416, 2016
- (en) After I'm Gone, 2014
- (en) Wilde Lake, 2016
- Corps inflammables, Actes Sud, coll. « Actes noirs », 2019 ((en) Sunburn, 2018), trad. Hélène Frappat, 359 p.  (ISBN 978-2-330-12928-6)Réédition, Actes Sud, coll. « Babel noir » no 265, 2022, 352 p. (ISBN 978-2-330-16071-5)
- La Voix du lac, Actes Sud, coll. « Actes noirs », 2022 ((en) Lady in the Lake, 2019), trad. Hélène Frappat, 400 p.  (ISBN 978-2-330-16088-3)Réédition, Actes Sud, coll. « Babel noir » no 306, 2024, 400 p. (ISBN 978-2-330-18969-3)
- Dream Girl, Actes Sud, coll. « Actes noirs », 2025 ((en) Dream Girl, 2021), trad. Thierry Arson, 388 p.  (ISBN 978-2-330-20068-8)
- (en) Prom Mom, 2023
- (en) Murder Takes a Vacation, 2025

### Recueils de nouvelles
- (en) Hardly Knew Her: Stories, 2008
- (en) By Hook or By Crook, 2010En collaboration avec plusieurs auteurs dont Mary Higgins Clark, Max Allan Collins, Dennis Lehane et Marcia Muller
- (en) The Accidental Detective, 2012
- (en) Femme Fatale and Other Stories, 2012
- (en) Hints of Heloise, 2012

### Nouvelles isolées

#### SérieTess Monaghan
- (en) Orphans' Court, 1999Parue dans le recueil collectif First Cases: Volume 3
- (en) Ropa Vieja, 2001Parue dans le recueil collectif Murderers Row
- (en) The Shoeshine Man's Regrets, 2004Parue dans le recueil Murder and All That Jazz

#### Autres nouvelles isolées
- (en) Like a Charm: A Novel in Voices, 2004
- (en) Family Man, 2009
- (en) Slow Burner, 2020

## Adaptation à l'écran
- 2014 : Every Secret Thing, film américain réalisé par Amy Berg d’après le roman éponyme, avec Diane Lane et Dakota Fanning
- 2024 : La Voix du lac, mini-série américaine adaptée du roman éponyme, avec Natalie Portman

## Prix et distinctions

### Prix
- Prix Edgar-Allan-Poe 1998 du meilleur livre de poche original pour Mort à Baltimore[1]
- Prix Shamus 1998 du meilleur livre de poche original pour Mort à Baltimore[2]
- Prix Agatha 1998 du meilleur roman pour La Colline des Bouchers[3]
- Prix Anthony 1999 du meilleur livre de poche original pour La Colline des Bouchers[4]
- Prix Anthony 2000 du meilleur livre de poche original pour Petite musique de meurtre[4]
- Prix Shamus 2000 du meilleur livre de poche original pour Petite musique de meurtre[2]
- Prix Nero 2001 pour L'Inconnue de Baltimore[5]
- Prix Anthony 2004 du meilleur roman de mystère pour Leakin Park[4]
- Prix Barry 2004 du meilleur roman pour Leakin Park[6]
- Prix Barry 2008 du meilleur roman pour Ce que savent les morts[6]
- Prix Macavity 2008 du meilleur roman pour Ce que savent les morts[7]
- Prix Anthony 2008 du meilleur roman de mystère pour Ce que savent les morts[4]
- Prix Anthony 2015 du meilleur roman de mystère pour After I’m Gone[4]
- Grand Master Awards 2025[1]

### Nominations
- Prix Shamus 1998 du meilleur premier roman pour Baltimore blues[2]
- Prix Anthony 1998 du meilleur livre de poche original pour Mort à Baltimore[4]
- Prix Macavity 1998 du meilleur premier roman pour Mort à Baltimore
- Prix Edgar-Allan-Poe 1999 du meilleur livre de poche original pour La Colline des Bouchers[1]
- Prix Macavity 1999 du meilleur roman pour La Colline des Bouchers[7]
- Prix Shamus 1999 du meilleur livre de poche original pour La Colline des Bouchers[2]
- Prix Edgar-Allan-Poe 2000 du meilleur livre de poche original pour Petite musique de meurtre[1]
- Prix Agatha 2000 du meilleur roman pour Petite musique de meurtre[3]
- Prix Shamus 2003 du meilleur roman pour The Last Place[2]
- Prix Hammett 2003 pour Leakin Park[8]
- Prix Agatha 2004 du meilleur roman pour By a Spider’s Thread[3]
- Prix Edgar-Allan-Poe 2005 du meilleur roman de mystère pour By a Spider’s Thread[1]
- Prix Anthony 2005 du meilleur roman pour By a Spider’s Thread[4]
- Prix Anthony 2005 du meilleur roman de mystère pour No Good Deeds[4]
- Prix Anthony 2006 du meilleur roman de mystère pour Celle qui devait mourir[4]
- Gold Dagger Award 2008 du meilleur roman pour Ce que savent les morts[9]
- Prix Anthony 2011 du meilleur roman de mystère pour Tes dernières volontés[4]
- Prix Edgar-Allan-Poe 2011 du meilleur roman pour Tes dernières volontés[1]
- Prix Anthony 2017 du meilleur roman de mystère pour Wilde Lake[4]
- Prix Barry 2017 du meilleur roman pour Wilde Lake[6]
- Prix Macavity 2017 du meilleur roman de mystère pour Wilde Lake[7]
- Prix Anthony 2019 du meilleur roman pour Corps inflammables[4]
- Prix Anthony 2020 du meilleur roman pour La Voix du lac[4]
- Prix Macavity 2020 du meilleur roman de mystère pour La Voix du lac[7]
- Prix Thriller 2021 de la meilleure nouvelle pour Slow Burner[10]
- Steel Dagger Award 2022 pour Dream Girl[9]
- Grand Prix de littérature policière 2022 pour La Voix du lac[11]